# Parisotoma notabilis
Parisotoma notabilis är en urinsektsart som först beskrevs av Jacob Christian Schäffer 1896.  Parisotoma notabilis ingår i släktet Parisotoma och familjen Isotomidae. Arten är reproducerande i Sverige. Inga underarter finns listade i Catalogue of Life.